# Войтінел
Войтінел (рум. Voitinel) — комуна у повіті Сучава в Румунії. До складу комуни входить єдине село Войтінел.
Комуна розташована на відстані 384 км на північ від Бухареста, 45 км на північний захід від Сучави.

## Населення
У 2009 року у комуні проживали 4036 осіб.

## Зовнішні посилання
- Дані про комуну Войтінел на сайті Ghidul Primăriilor [Архівовано 13 грудня 2011 у Wayback Machine.]